# Чупров Сергій Олексійович
Сергій Олексійович Чупров (нар. 11 липня 1956) — радянський та казахський футболіст, півзахисник.

## Життєпис
Розпочав кар'єру 1975 року в команді другої радянської ліги «Селенга». У 1977-1979 роках грав у першій лізі за «Уралмаш» (Свердловськ). Наступні 12 років провів у командах другої ліги з Казахської РСР «Восток» Усть-Каменогорськ (1980—1986 — 224 поєдинки, 29 голів) та «Екібастузець» Екібастуз (1987—1991 — 162 матчі, 13 голів). У першості Казахстану грав за команди «Металург» Петропавловськ (1992), «Ажар» Кокчетау (1993), «Кокчетау»/«Кокше» (1994-1995), «Енбек» Джезказган (1996).